# Limnophora efatensis
Limnophora efatensis este o specie de muște din genul Limnophora, familia Muscidae, descrisă de Shinonaga în anul 2005.
Este endemică în Vanuatu. Conform Catalogue of Life specia Limnophora efatensis nu are subspecii cunoscute.